# Игор Тудор
Игор Тудор (на хърватски: Igor Tudor) е хърватски футболист, роден на 16 април 1978 г. в Сплит. Бронзов медалист от СП 1998 във Франция. Считан е за един от най-добрите хърватски защитници. През 2002 г. е избран за футболист №1 на Хърватия. 

## Кариера

### Клубна кариера
Тудор започва професионалната си кариера в Хайдук Сплит през 1995 г. След три сезона преминава в Ювентус, където се налага като основен футболист и печели две шампионски титли, а третата е отнета заради скандала Калчополи. По средата на сезон 2004/2005 отива под наем в Сиена, а когато се връща в Ювентус през лятото на 2006, отборът е изхвърлен в Серия Б заради Калчополи. По време на предсезонната подготовка се контузва тежко. Тудор страда и от мистериозна бактериална инфекция на глезена и заради тези проблеми не изиграва нито един мач през сезона. Обмисля варианта да се откаже от футбола, но все пак решава да продължи и след като договорът му с Ювентус изтича се завръща в Хайдук. По това време все още се бори с контузиите и повторният му дебют за Хайдук се състои едва през месец октомври. Това е първият му официален двубой от над 16 месеца. Прекратява кариерата си поради честите си контузии.

### Национален отбор
Тудор играе за Хърватия в периода 1997 - 2002. Участник е на световните първенства във Франция (трето място) и Германия (отпадане след трето място в група F). Пропуска СП 2002 заради контузия. Също така играе и на 2004 (отпадане след трето място в група В), където отбелязва гол на Англия, но също така си вкарва и автогол в мача срещу Франция.

## Успехи
с Хърватия
- 1х Бронзов медалист от Световно първенство по футбол: Франция 1998

с Ювентус
- 1х Финалист в Шампионската лига: 2003
- 2х Шампион на Италия: 2002 и 2003 (титлата от 2005 е отнета)
- 1х Шампион на Серия Б: 2007
- 3х Носител на Суперкупата на Италия: 2002 и 2003
- 3х Носител на Купа Интертото: 1999